# 光明角
光明角（英語：Cape Akarui），是南極洲的海岬，位於毛德皇后地的奧拉夫王子海岸，處於歐米加角東北面18公里，根據日本探險隊的測量和拍攝的空中照片繪入地圖，現時由南極條約體系管理。